# 김재섭 (외교관)

김재섭(金在燮, 1945년 12월 9일~2016년 6월 20일)은 대한민국의 외무공무원이다.

## 학력
- 경남고등학교 졸업
- 1968년: 서울대학교 외교학 학사

## 경력
- 제2회 외무고등고시 합격
- 1969년: 외무부 근무
- 1981년: 주 인도 대사관 참사관
- 1992년: 주 독일 대사관 공사
- 1995년: 주 체코 대사관 대사
- 2000년: 주 인도네시아 대사관 대사
- 2003년: 외교통상부 차관
- 2004년: 주 러시아 대사관 대사

## 수상
- 1991년: 홍조근정훈장

| 전임 김항경 | 제5대 외교통상부 차관 2003년 3월 3일~2004년 1월 28일 | 후임 최영진 |

| 전임 정태익 | 제8대 주러시아 대한민국 대사관 공관장(주 러시아 대사) 2004년 12월 15일~2007년 4월 15일 | 후임 이규형 |